# George Bragg Fielder

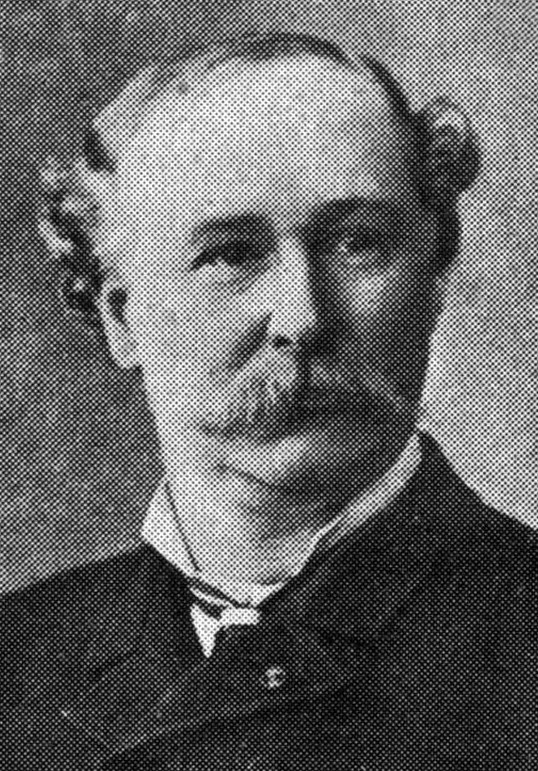
George Bragg Fielder

George Bragg Fielder (* 24. Juli 1842 in Jersey City, New Jersey; † 14. August 1906 in Windham, New York) war ein US-amerikanischer Politiker. Zwischen 1893 und 1895 vertrat er den Bundesstaat New Jersey im US-Repräsentantenhaus.

## Werdegang
George Fielder besuchte sowohl öffentliche als auch private Schulen seiner Heimat, einschließlich des Dickinson Lyceum. Danach studierte er an der Selleck’s Academy in Norwalk (Connecticut). Später wurde er im Bankgewerbe und im Eisenbahngeschäft tätig. Zusammen mit seinem Vater war er am Bau von zwei Eisenbahnlinien in New Jersey beteiligt. Während des Bürgerkrieges diente er im Heer der Union. Dabei stieg er bis zum Hauptfeldwebel und dann zum Oberleutnant auf. In den Jahren 1884 und 1889 wurde Fielder zum Urkundsbeamten (Register) im Hudson County gewählt.
Politisch war Fielder Mitglied der Demokratischen Partei. Bei den Kongresswahlen des Jahres 1892 wurde er im siebten Wahlbezirk von New Jersey in das US-Repräsentantenhaus in Washington, D.C. gewählt, wo er am 4. März 1893 die Nachfolge des zwischenzeitlich verstorbenen Edward F. McDonald antrat. Da er im Jahr 1894 auf eine weitere Kandidatur verzichtete, konnte er bis zum 3. März 1895 nur eine Legislaturperiode im Kongress absolvieren. Im Jahr 1895 wurde Fielder noch einmal in sein vormaliges Verwaltungsamt im Hudson County gewählt. Er starb am 14. August 1906 in Windham und wurde in Jersey City beigesetzt. Sein Sohn James wurde später Gouverneur von New Jersey.